# E Benício criou a mulher
E Benício criou a mulher es un libro de Gonçalo Junior publicado en 2012 por Opera Graphica, siendo una versión revisada y ampliada del libro Benício - Um perfil do mestre das pin-ups e dos cartazes de cinema, del mismo autor, lanzado en 2006 por la editorial CLUQ. E Benício criou a mulher muestra la biografía del ilustrador Benício, famoso por sus ilustraciones de portadas de libros de bolsillo pulp de la extinta Editora Monterrey, como las de la serie Brigitte Montfort, carteles de películas de los años 1970 y, principalmente, por sus dibujos de pin up. En 2013, el libro ganó el Troféu HQ Mix en la categoría «mejor libro teórico».